# Chevreuse
Chevreuse település Franciaországban, Yvelines megyében. Lakosainak száma 5531 fő (2022. január 1.). Chevreuse Milon-la-Chapelle, Choisel, Saint-Forget, Saint-Lambert, Saint-Rémy-lès-Chevreuse és Boullay-les-Troux községekkel határos.

## Népesség
A település népességének változása:
| Lakosok száma | 5750 | 5667 | 5812 | 5678 | 5647 | 5610 | 5572 | 5536 | 5531 |
|               | 2013 | 2015 | 2016 | 2017 | 2018 | 2019 | 2020 | 2021 | 2022 |